# Дифференциальная алгебра
Дифференциальными кольцами, полями и алгебрами называются кольца, поля и алгебры, снабжённые дифференцированием — унарной операцией, удовлетворяющей правилу произведения. Естественный пример дифференциального поля — поле рациональных функций одной комплексной переменной {\displaystyle C(t)}, операции дифференцирования соответствует дифференцирование по {\displaystyle t}. Теория создана Джозефом Риттом (1950) и его учеником Эллисом Колчином.

## Определения

### Дифференциальные кольца
Дифференциальное кольцо — это кольцо R, снабжённое одним или несколькими эндоморфизмами (дифференцированиями)
{\displaystyle \partial \colon R\to R}
удовлетворяющими правилу произведения
{\displaystyle \partial (r_{1}r_{2})=(\partial r_{1})r_{2}+r_{1}(\partial r_{2})}
для любых {\displaystyle r_{1},r_{2}\in R}. Подчеркнем, что в некоммутативном кольце правило {\displaystyle d(xy)=xdy+ydx} может не выполняться. В безындексной форме записи, если {\displaystyle M\colon R\times R\to R} — умножение в кольце, то правило произведения примет вид
{\displaystyle \partial \circ M=M\circ (\partial \otimes \operatorname {id} )+M\circ (\operatorname {id} \otimes \partial ).}
где {\displaystyle f\otimes g} — отображение пары {\displaystyle (x,y)} в пару {\displaystyle (f(x),g(y))}.

### Дифференциальные поля
Дифференциальное поле — это поле K, снабжённое дифференцированием. Дифференцирование должно подчиняться правилу Лейбница в форме
{\displaystyle \partial (uv)=u\,\partial v+v\,\partial u}
так как умножение в поле коммутативно. Дифференцирование также должно быть дистрибутивно относительно сложения:
{\displaystyle \partial (u+v)=\partial u+\partial v}
Полем констант дифференциального поля {\displaystyle K} называется {\displaystyle k=\{u\in K|\partial (u)=0\}}.

### Дифференциальная алгебра
Дифференциальной алгеброй над полем K называется K-алгебра A, в которой дифференцирования коммутируют с полем. То есть для любых {\displaystyle k\in K} и {\displaystyle x\in A}:
{\displaystyle \ \partial (kx)=k\partial x}
В безындексной форме записи, если {\displaystyle \eta \colon K\to A} — морфизм колец, определяющий умножение на скаляры в алгебре, то
{\displaystyle \partial \circ M\circ (\eta \times \operatorname {Id} )=M\circ (\eta \times \partial )}
Как и в остальных случаях, дифференцирование должно удовлетворять правилу Лейбница относительно умножения в алгебре и быть линейным относительно сложения. То есть для любых {\displaystyle a,b\in K} и {\displaystyle x,y\in A}:
{\displaystyle \partial (xy)=(\partial x)y+x(\partial y)}
и
{\displaystyle \partial (ax+by)=a\,\partial x+b\,\partial y}

### Дифференцирование в алгебре Ли
Дифференцирование алгебры Ли {\displaystyle L} — это линейное отображение {\displaystyle \delta \colon L\to L}, удовлетворяющее правилу Лейбница:
{\displaystyle \ \delta ([a,b])=[a,\delta (b)]+[\delta (a),b]}
Для любого {\displaystyle a\in L} оператор {\displaystyle \operatorname {ad} (a)} — дифференцирование на {\displaystyle L}, что следует из тождества Якоби. Любое такое дифференцирование называется внутренним.

## Примеры
Если {\displaystyle A} — алгебра с единицей, то {\displaystyle \partial (1)=0}, так как {\displaystyle \partial (1)=\partial (1\times 1)=\partial (1)+\partial (1)}. Например, в дифференциальных полях характеристики 0 рациональные элементы образуют подполе в поле констант.
Любое поле можно рассматривать как поле констант.
В поле {\displaystyle \mathbb {Q} (t)} существует естественная структура дифференциального поля, определяемая равенством {\displaystyle \partial (t)=1}: из аксиом поля и дифференцирования следует, что это будет дифференцирование по {\displaystyle t}. Например, из коммутативности умножения и правила Лейбница следует, что
{\displaystyle \partial (u^{2})=u\partial (u)+\partial (u)u=2u\partial (u)}
В дифференциальном поле {\displaystyle \mathbb {Q} (t)} нет решения дифференциального уравнения {\displaystyle \partial (u)=u}, но можно расширить его до поля, содержащего функцию {\displaystyle e^{t}}, имеющего решение этого уравнения.
Дифференциальное поле, имеющее решение для любой системы дифференциальных уравнений, называется дифференциально замкнутым полем. Такие поля существуют, хотя они и не возникают естественным образом в алгебре или геометрии. Любое дифференциальное поле (ограниченной мощности) вкладывается в большее дифференциально замкнутое поле. Дифференциальные поля изучаются в дифференциальной теории Галуа.
Естественные примеры дифференцирований — частные производные, производные Ли, производная Пиншерле и коммутатор относительно заданного элемента алгебры. Все эти примеры тесно связаны общей идеей дифференцирования.

## Кольцо псевдодифференциальных операторов
Дифференциальные кольца и дифференциальные алгебры часто изучаются с помощью кольца псевдодифференциальных операторов над ними:
{\displaystyle R((\xi ^{-1}))=\left\{\sum _{n<\infty }r_{n}\xi ^{n}|r_{n}\in R\right\}.}
Умножение в этом кольце определяется как
{\displaystyle (r\xi ^{m})(s\xi ^{n})=\sum _{k=0}^{m}r(\partial ^{k}s){m \choose k}\xi ^{m+n-k}.}
Здесь {\displaystyle {m \choose k}} — биномиальный коэффициент. Отметим тождество
{\displaystyle \xi ^{-1}r=\sum _{n=0}^{\infty }(-1)^{n}(\partial ^{n}r)\xi ^{-1-n}}
следующее из
{\displaystyle {-1 \choose n}=(-1)^{n}}
и
{\displaystyle r\xi ^{-1}=\sum _{n=0}^{\infty }\xi ^{-1-n}(\partial ^{n}r).}

## Градуированное дифференцирование
Пусть {\displaystyle A} — градуированная алгебра, {\displaystyle D} — однородное линейное отображение, {\displaystyle d=\left|D\right|}. {\displaystyle D} называется однородной производной, если
{\displaystyle D(ab)=D(a)b+\epsilon ^{|a||D|}aD(b)}, {\displaystyle \epsilon =\pm 1}
при действии на однородные элементы {\displaystyle A}.
Градуированная производная — это сумма однородных производных с одинаковым {\displaystyle \epsilon }.
Если {\displaystyle \epsilon =1}, определение совпадает с обычным дифференцированием.
Если {\displaystyle \epsilon =-1}, то {\displaystyle D(ab)=D(a)b+(-1)^{|a|}aD(b)}, для нечётных {\displaystyle \left|D\right|}. Такие эндоморфизмы называются антипроизводными.
Примеры антипроизводных — внешняя и внутренняя производная дифференциальных форм.
Градуированные производные супералгебр (то есть {\displaystyle \mathbb {Z} _{2}}-градуированных алгебр) часто называются суперпроизводными.